# Henri Michel (jinete)
Henri Michel es un jinete francés que compitió en la modalidad de concurso completo. Ganó una medalla de plata en el Campeonato Mundial de Concurso Completo de 1970, y una medalla de bronce en el Campeonato Europeo de Concurso Completo de 1967.

## Palmarés internacional
| Campeonato Mundial | Campeonato Mundial    | Campeonato Mundial | Campeonato Mundial |
| Año                | Lugar                 | Medalla            | Categoría          |
| ------------------ | --------------------- | ------------------ | ------------------ |
| 1970               | Punchestown (Irlanda) | Medalla de plata   | Por equipos        |
| Campeonato Europeo |                       |                    |                    |
| Año                | Lugar                 | Medalla            | Categoría          |
| 1967               | Punchestown (Irlanda) | Medalla de bronce  | Por equipos        |